# Bruna Castagna
Bruna Castagna fue una mezzosoprano y contralto italiana nacida en Bari en 1896 y fallecida en Pinamar, Argentina en 1983. 
Contemporánea de la gran Ebe Stignani precede a las mezzosopranos italianas como Fedora Barbieri y Giulietta Simionato.
Cantó en La Scala de Milán entre 1925 y 1934, con amplia actuación en San Francisco, Chicago, Barcelona, el Metropolitan Opera de Nueva York entre 1936 y 1945 (debutó como Amneris frente a la Aída de Elisabeth Rethberg) y en el Teatro Colón de Buenos Aires entre 1925 y 1942.
En 1940 grabó el Réquiem de Verdi con Arturo Toscanini y Zinka Milanov, Jussi Björling y Nicola Moscona. 
Fue notable Amneris, Adalgisa, Azucena, Ulrica, Santuzza, Carmen y Dalila.
Se retiró en 1945, con sólo 48 años de edad, radicándose en Argentina donde murió en 1983.